# Sierakowice
Sierakowice (in casciubo Serakòwice,in tedesco Sierakowitz, Rockwitz, Sierke) è un comune rurale polacco del distretto di Kartuzy, nel voivodato della Pomerania.
Ricopre una superficie di 182,36 km² e nel 2004 contava 16 717 abitanti.
Nel comune vige il bilinguismo polacco/casciubo.

## Geografia antropica

### Frazioni
Ameryka, Bór, Ciechomie, Dolina Jadwigi, Dąbrowa Puzdrowska, Gowidlinko, Jagodowo, Janowo, Jelonko, Kamienicka Huta, Kamienicki Młyn, Kamionka Gowidlińska, Karwacja, Karłowo, Kokwino, Koryta, Kujaty, Kukówka, Lemany, Lisie Jamy, Łączki, Migi, Moczydło, Mojuszewska Huta, Nowalczysko, Olszewko, Patoki, Piekiełko, Poljańska, Poręby, Przylesie, Puzdrowski Młyn, Rębienica, Skrzeszewo, Sosnowa Góra, Srocze Góry, Stara Maszyna, Szopa, Szramnica, Tuchlinek, Welk, Wygoda Sierakowska, Zarębisko.